# Niederstraubing

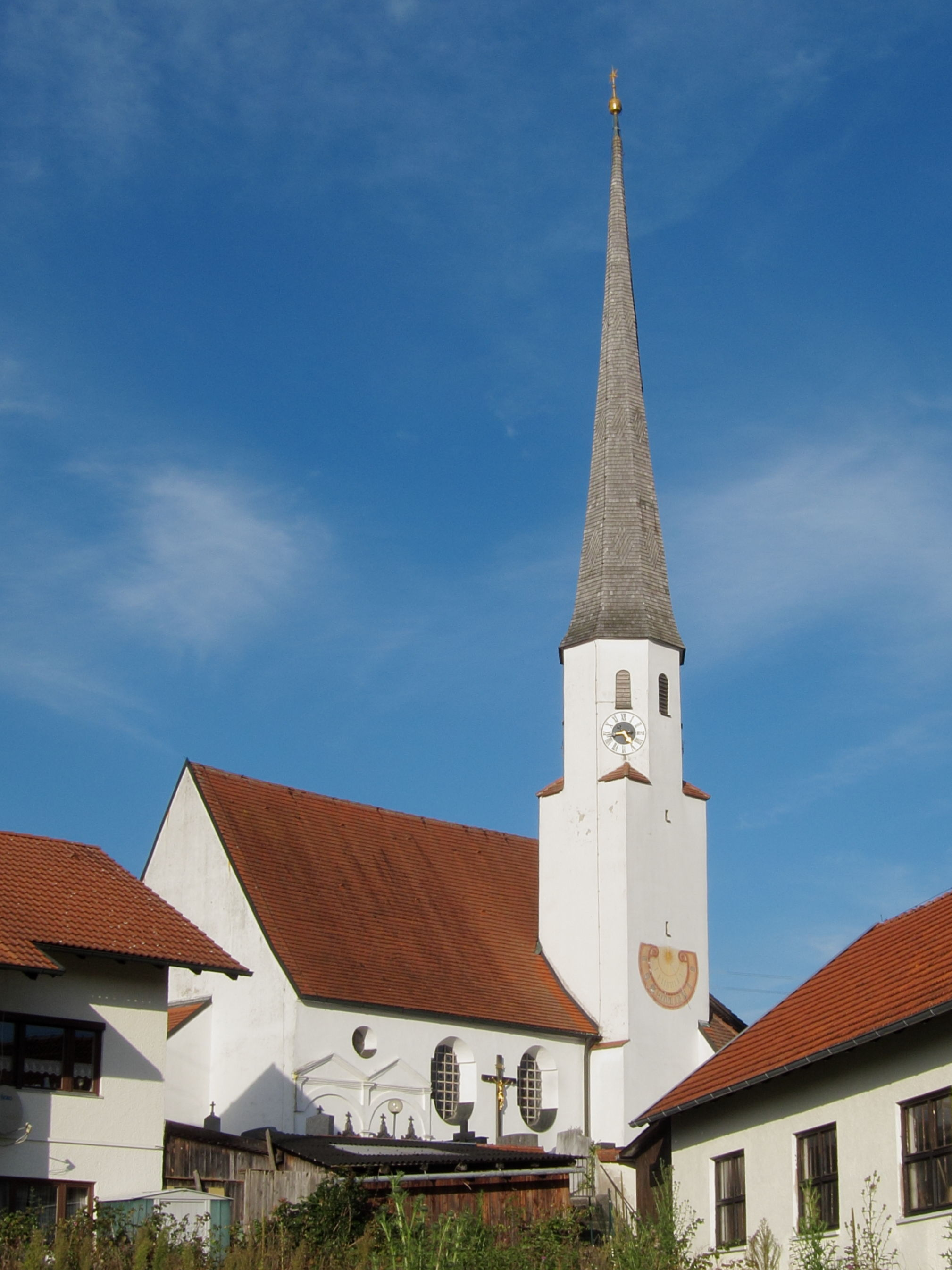
Filialkirche St. Martin in Niederstraubing

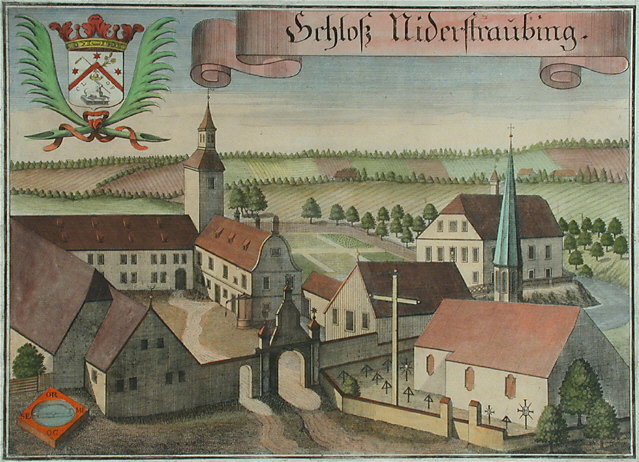
Michael Wening: Schloss und Kirche in Niederstraubing um 1700

Niederstraubing ist ein Kirchdorf im oberbayerischen Landkreis Erding. Es ist ein Ortsteil der Gemeinde Steinkirchen.

## Geografie
Der Ort liegt zwei Kilometer nördlich von Steinkirchen im wald- und hügelreichen Erdinger Holzland auf 489 m ü. NHN.

## Geschichte
„Ad Strupingas“ lautet die erste Erwähnung im Jahr 849, als Adalhilt ihren Besitz zu Straubing übergibt. 926/937 tauscht Bischof Wolfram von Freising von dem Edlen Uualbert und Snello deren Eigentum zu Itzling und Straubing gegen Besitz zu Vilsheim. Wann sich die Orte Nieder- und Oberstraubing teilten, ist nicht bekannt. Schloss und Hofmark  Niederstraubing waren Mitte des 17. Jahrhunderts im Besitz von Regimentsrat Johann Oswald von Pfetten, der 1679 starb.
Die Kirche St. Martin in Niederstraubing gehört zu den geschützten Baudenkmälern in Bayern. Die spätgotische Vorgängerkirche wurde im Jahr 1613 umgebaut. Ein weiterer Umbau erfolgte in der zweiten Hälfte des 17. Jahrhunderts. In den Jahren 1749 bis 1754 fand die Umgestaltung im Stil des Rokoko statt.
Etwa um das Jahr 1780 ist Schloss Niederstraubing in den Besitz der Freiherren von Aretin übergegangen. Im Jahre 1793 verkauft der kurfürstliche Oberlandesregierungsrat Carl Albert von Aretin seinen Besitz Niederstraubing an die Herren von Rauscher. Sie waren die letzten Schlossherren von Niederstraubing, die auch hier begraben sind. 
Im Zuge der von Montgelas eingeleiteten Verwaltungsreformen in Bayern entstand mit dem Gemeindeedikt von 1818 die Gemeinde Steinkirchen, zu der auch Niederstraubing gehörte. Von 1820 bis zur Revolution 1848 bestand ein von Rauscher'sches Patrimonialgericht II. Klasse, das für die niedere Gerichtsbarkeit zuständig war. Der Rauschersche Besitz wurde 1858 verkauft. Das Schloss brannte an Fronleichnam 1896 restlos ab.